# 何添
何添，原名何相添，OBE、JP（1909年—2004年11月6日），廣東廣州府番禺縣（今廣州番禺區）石樓鎮岳溪村人，香港銀行家及慈善家，恒生銀行創辦人之一。

## 生平
何添籍貫中國廣東廣州府番禺县（今广州市番禺区）石楼镇岳溪鄉應唐坊，1909年出生，是香港恒生銀行創辦人之一，三十年代與林炳炎、何善衡、梁植偉、盛春霖一同開辦恒生銀號；亦為澳門華人領袖何賢之同父異母兄長。
1930年，何賢輾轉與同鄉何善衡等，於廣州上九路開設匯隆銀號，何賢是銀號的司理，何添亦成為練習生，三年後，何添隨何善衡到香港。
1933年成立恒生銀號，一直以來，銀號以何善衡主管銀行內之經營及運作，而何添則為其副手，主力協助銀行之推廣及維繫與客戶之關係，1941年，香港淪陷，何添與何善衡等人到澳門避難，先後創立永華銀號和大豐銀號，後者聘任其弟何賢為司理，1945年香港重光時，何添等人返港，銀號轉售予何賢，後來發展成為今日的大豐銀行。1946年，何添與何善衡、梁銶琚等成立恒昌公司（大昌貿易行前身），代理糧油雜貨。1992年，何添將手上大昌行股份，售予中信泰富為首之財團。1952年，恒生註冊為有限公司，何添擔任首任總經理。1965年遇上銀行擠提風潮，最後以5100萬出售51%股權予香港上海滙豐銀行，是何添和何善衡等一眾恒生銀行元老遺憾一生的事情。何添於1967年至1979年擔任恒生銀行副董事長。
1989年，何添與長江實業及日本熊谷組合組財團，由後者有份參與的東區海底隧道財團手中，投得滙景花園發展權。該屋苑最終於1991-92年間分期落成。
2004年4月，何添退任恒生銀行董事局，並獲委任為該行名譽資深顧問。

### 公職和義務工作
何添積極參與公職服務。他曾任的公職包括：
- 香港中文大學聯合書院永久校董
- 香港中文大學校董會資深顧問
- 恒生商學書院校董
- 鄧肇堅何添慈善基金創辦人之一
- 香港何氏宗親總會永久會長
- 旅港番禺會所永久名譽會長
- 金銀業貿易場永遠名譽會長

1994年3月，何添更與梁銶琚、何善衡及利國偉與各捐資港幣1億元成立「何梁何利基金」，每年向內地的傑出學者頒發獎金，被稱為中國的諾貝爾獎。

### 榮譽學位
香港中文大學於1982年向他頒授榮譽社會科學博士學位，1997年香港城市大學頒授名譽工商管理學博士學位，以及1999年，何添獲香港大學頒發名譽法學博士。
為表揚他對內地的重大貢獻，何添於1988年獲廣州市授予榮譽市民的稱號。及後，他於1990年及1995年獲番禺市及順德市授予榮譽市民的稱號。

## 離世
2004年11月6日在養和醫院逝世，年九十五歲。2004年11月21日在香港殯儀館舉殯。大殮之後，遺體於二時四十五分運往歌連臣角火化。

## 家庭
何添於1909年生於英屬香港，其后随父返廣州谋生，與弟同在當地的私塾学習。父親何澄溪是一個經營糧油雜貨生意的小商人。1909年，何澄溪的妾侍梁秋嫻生下長子何添，三個月後，元配鄧碧周再誕下次子何賢。
何添的元配是陳淑芳女士，於1988年去世，陳淑芳女士為何添誕下一子四女。長子何厚煌曾任美國水利工程教授及北京理工大學名譽教授。二女何妙妙曾是香港中文大學崇基學院生物系導師。三女何妙兒在加州柏克萊大學做建築系高級講師，曾為美國首富比爾·蓋茨的度假屋，及為新世界發展持有的香港君悅酒店大堂做設計。四女何妙馨曾任聯交所理事，她的丈夫是前立法會議員（選舉委員會）朱幼麟。
何添二房太太梁潔庭，有子何厚熹及何厚鏘，其中次子何厚鏘現為多家公司的董事。

## 榮譽
- J.P. （非官守，1965年）
- O.B.E. （1979年）
- 廣州市榮譽市民 （1988年）
- 榮譽軍團騎士勳位 （法國，1990年）
- 番禺市榮譽市民 （1993年）
- 順德市榮譽市民 （1995年）

## 以其命名之事物
- Ho Tim House，位於英國牛津大學聖休學院。
- 何添堂，位於香港大學賽馬會第一舍堂村
- 何添堂，位於中文大學善衡書院
- 何添樓，位於中文大學崇基學院，為中大教育學院行政及教學大樓
- 何添樓，位於北京清華大學
- Ho Plaza, 位于康奈尔大学
- 何添樓, 位于聖士提反書院

## 外部連結
- 1999年香港大學榮譽博士學位典禮致詞[永久]
- 香港恒生银行开行元老之一的何添病逝 享年95岁 （页面存档备份，存于）
- 恒生銀行對何添博士家人深表惋悼
- 傾情文化薪火相傳的梁銶琚、梁潔華父女 （页面存档备份，存于）
- 《壹周刊》2004年11月25日第768期，壹週人物：廣結人緣 恒生創辦人何添傳奇
- 何梁何利基金